# Parawixia kochi
Parawixia kochi är en spindelart som först beskrevs av Władysław Taczanowski 1873.  Parawixia kochi ingår i släktet Parawixia och familjen hjulspindlar. Inga underarter finns listade i Catalogue of Life.